# Grabstätte der Familie Schneider

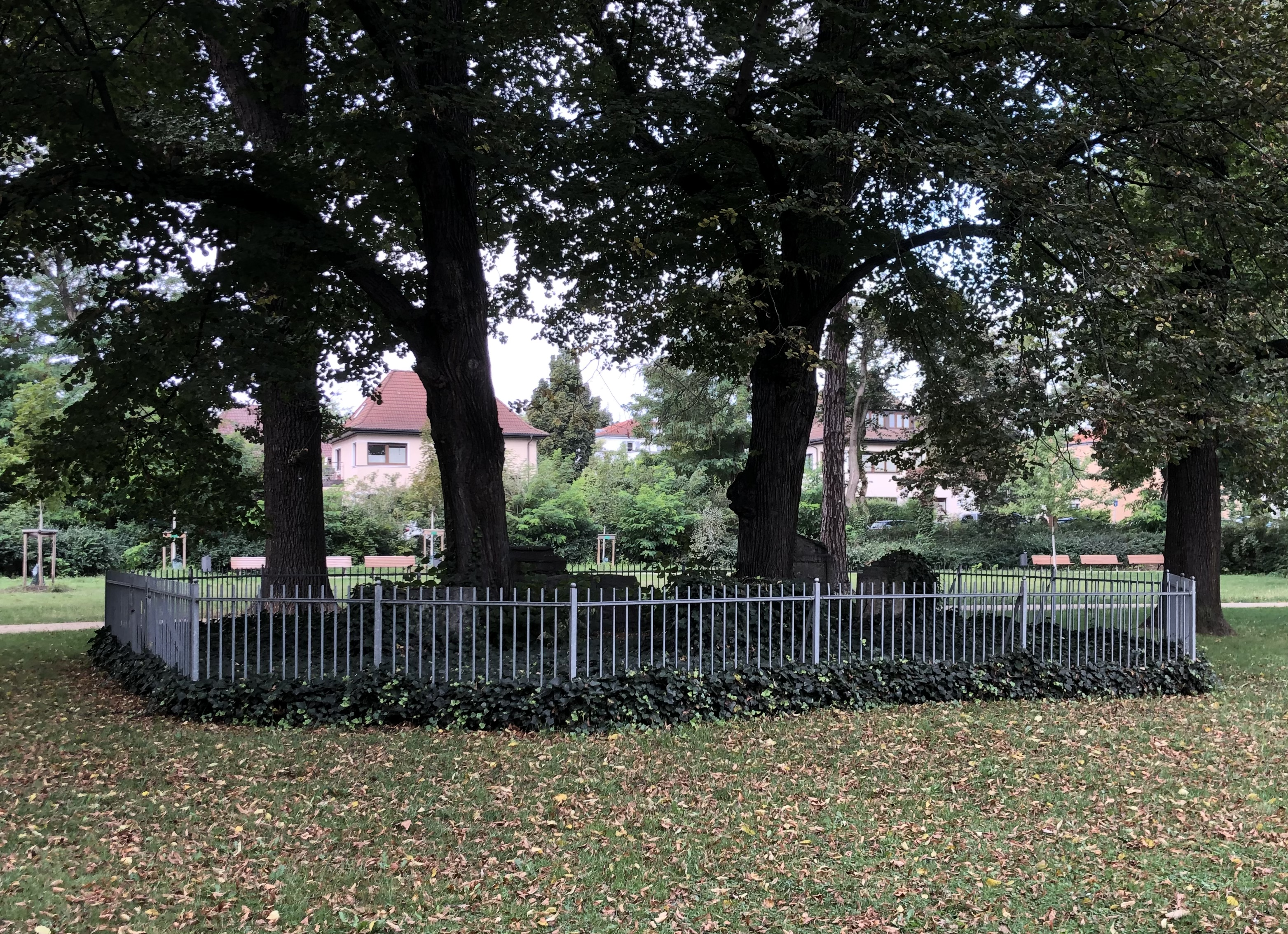
Grabstätte der Familie Schneider, 2021

Die Grabstätte der Familie Schneider ist eine denkmalgeschützte Grabanlage im Magdeburger Stadtteil Sudenburg in Sachsen-Anhalt. Sie befindet sich mitten im öffentlichen Park Schneidersgarten.

## Gestaltung und Geschichte

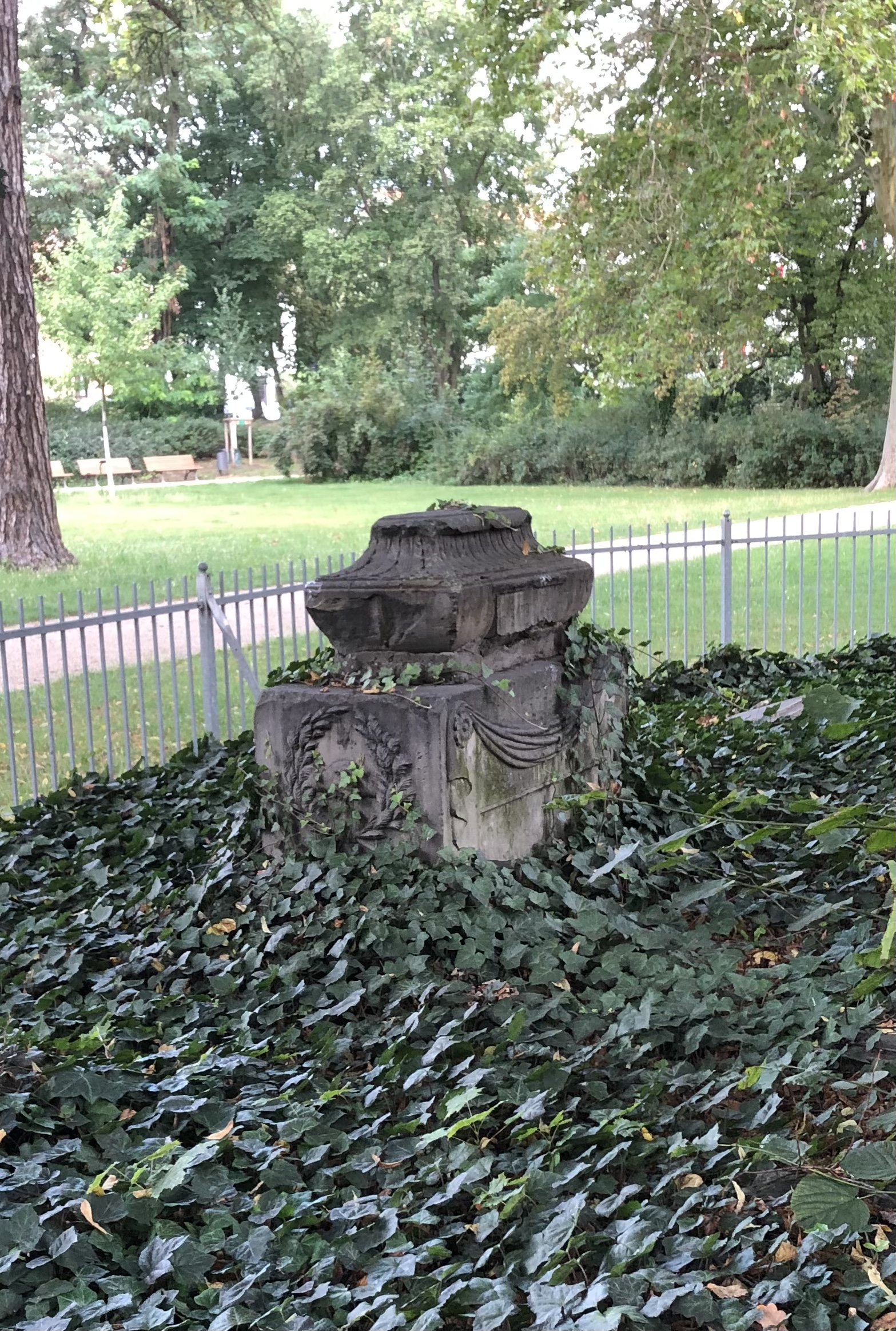
Einzelnes Grabdenkmal

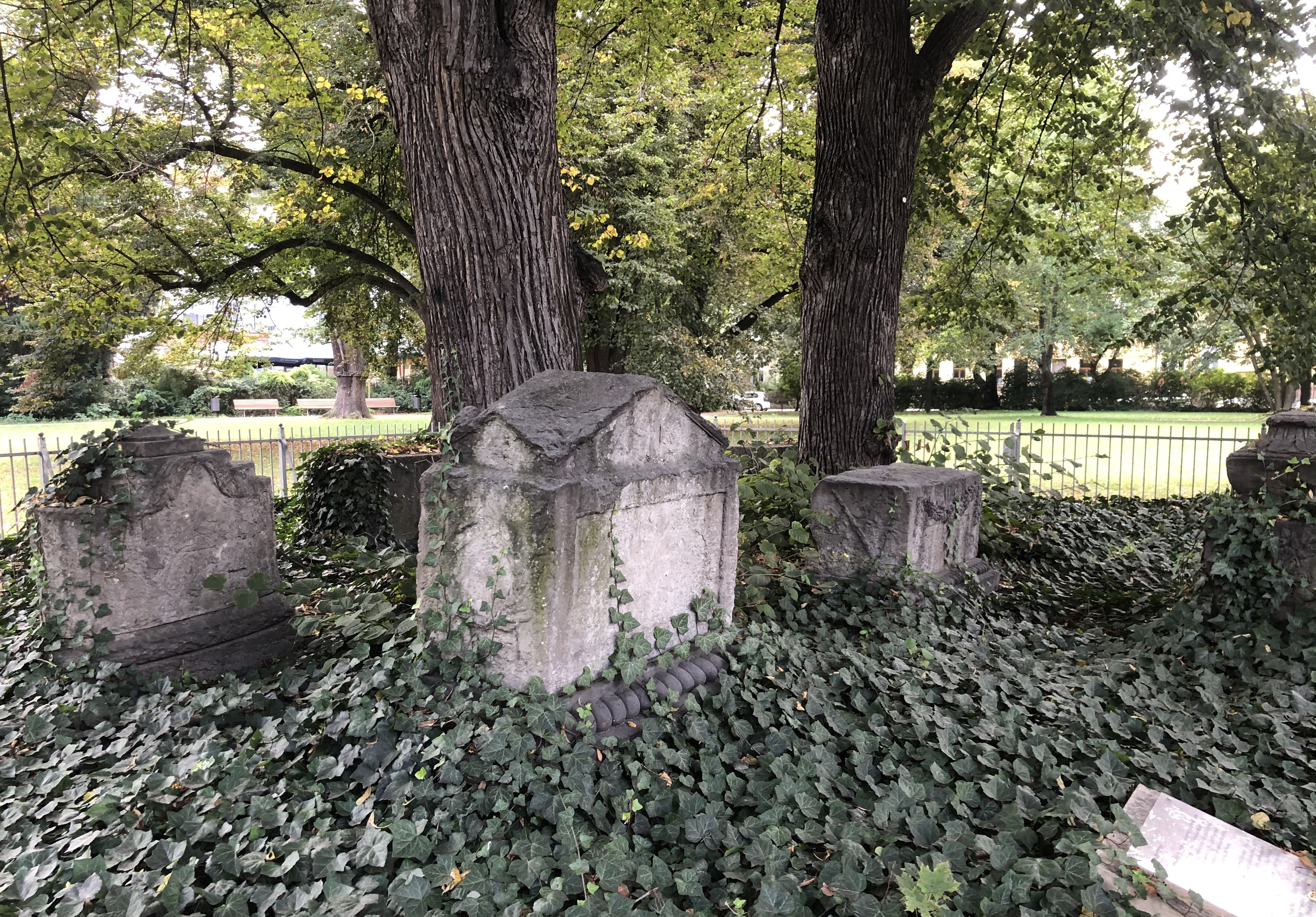
Grabmale

Die Grabstätte besteht aus acht in einem Rondell in der Mitte des Parks angelegten Grabdenkmalen der Gutsbesitzerfamilie Schneider. Die Gräber waren in der ersten Hälfte des 19. Jahrhunderts im damaligen Garten des Gutshauses entstanden. Die Grabsteine sind in Form von Sarkophagen gestaltet und mit Dekor im Stil des Klassizismus geschmückt.
Im Ergebnis eines 1910 geschlossenen Vertrags wurde der ehemalige Gutsgarten zur öffentlichen Parkanlage umgewidmet. In § 2 des zwischen der Stadt Magdeburg und dem ehemaligen Gutsbesitzer Wilhelm Schneider geschlossenen Vertrags wurde zur Frage der im Park befindlichen Grabstellen vereinbart, dass die Gräber zunächst unverändert erhalten bleiben, bis die Gräber von der St. Ambrosius Gemeinde übernommen werden. Längstens sollten die Gräber noch 30 Jahre bestehen. Entsprechend dem Vertrag wurde in einem Schreiben vom 23. Juni 1911 seitens der Stadt gegenüber der Kirchengemeinde zugesichert, dass die Stadt zunächst die Pflege der Gräber übernehmen würde. Tatsächlich erfolgte die Pflege allerdings zunächst nicht, was zu Beschwerden der Familie Schneider führte. Auch zur Übernahme der Gräber durch die Ambrosiusgemeinde kam es – trotz Ablauf der 30-Jahre-Frist – nicht, sodass die Gräber sich auch weiterhin in der Mitte des öffentlichen Parks befinden.
Im örtlichen Denkmalverzeichnis ist das Grabmal unter der Erfassungsnummer 094 70020 als Baudenkmal verzeichnet.